# Bregje van Ghesel

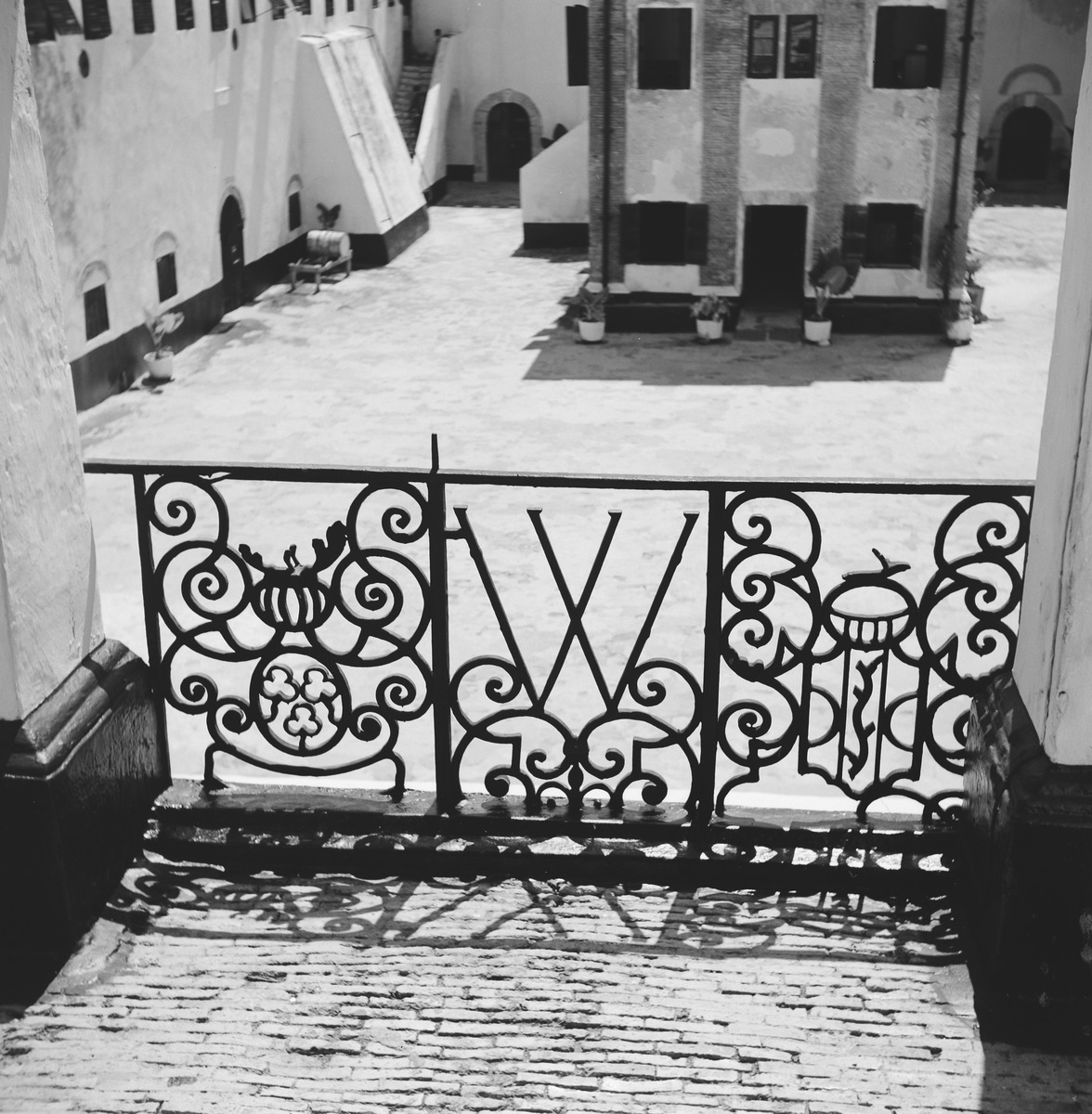
Bordeshek in het kasteel van Elmina met de familiewapens van Pieter Valkenier en Bregje van Ghesel.

Bregje van Ghesel (1698-27 november 1753) was de dochter van Jan van Ghesel en Harmina van de Poll. Zij trouwde met Pieter Valkenier. Toen haar echtgenoot stierf in 1738 behield zij de titel vrouwe van Asten.
Zij woonde in Velsen op het landgoed Hogergeest; op het van Kasteel Asten is ze nooit geweest. Ze werd begraven in Oude Kerk (Amsterdam). Ter herdenking werd in Asten de klok zes weken lang iedere dag driemaal een vol uur geluid.
Na haar dood werd de heerlijkheid verkocht aan de Dordtse industriëlen Cornelis van Hombroek en Jan van Nievervaart.